# 結城信輝
結城信輝（日语：結城 信輝，本名，1962年12月24日—） ，是日本東京都出身的動畫師、插畫家、漫画家。

## 人物
埼玉縣立戶田高中畢業，當時在學校就參加動漫社團。之後從事日本国民健康保險職務，但仍不死心、離職去當動畫師。曾使用名義，經ARTLAND、D.A.S.T，現為自由職業活動中。另外，成立同人社團。
與永野護、川村万梨阿、飯田史雄（SUEZEN）頗有交情，曾在結城生日當天一起同遊東京迪士尼樂園。

## 參與作品

### 電視動畫
1983年
- 超時空世紀（超時空世紀オーガス，原画）

1984年
- 神奇無尾熊（ふしぎなコアラブリンキー，12話原画）
- 重戰機（重戦機エルガイム，38話原画）
- 北斗神拳（世紀末救世主伝説 北斗の拳，49話原画）

1985年
- 搞怪拍檔（ダーティペア，11話原画）

1996年
- 聖天空戰記（天空のエスカフローネ，角色設計、OP／ED作画監督）

1999年
- 庫洛魔法使（カードキャプターさくら，ED2作画）
- 天使不設防！（天使になるもんっ！，ED原画）

2002年
- Heat Guy J（ヒートガイジェイ，角色設計、總作画監修、OP作画監督）
- 轟炸超人（ボンバーマンジェッターズ，14話原画）

2003年
- SPACE PIRATE CAPTAIN HERLOCK（角色設計、總作画監督、1-2話作画監督）
- LAST EXILE（15話原画）

2005年
- Xenosaga THE ANIMATION（角色設計）
- 創聖的亞庫艾里翁（創聖のアクエリオン，2話作画監督）
- 天國之吻（Paradise Kiss，角色設計、總作画監督、OP作画監督）
- 到另一個你的身邊去（ノエイン もうひとりの君へ，23話作画監督）
- 蟲師（18話作画監督）

2006年
- NANA（OP2原画）

2007年
- 奔向地球（地球へ…，角色設計、OP1-2作画監督）

2008年
- 蒼色騎士（ブラスレイター，21話作画監督、原画）

2009年
- AFRO SAMURAI RESURRECTION（原画）

2010年
- 聖痕鍊金士（聖痕のクェイサー，ED原画）
- 薄櫻鬼（薄桜鬼，OP原画）

2011年
- 聖痕鍊金士II（聖痕のクェイサーII，OP原画）
- 魔劍姬！（マケン姫っ！，角色設計、總作画監督）

2012年
- OZUMA（松本零士『オズマ』，設計協力）
- 坂道上的阿波羅（坂道のアポロン，角色設計、作画監督輔佐）
- 加速世界（アクセル・ワールド，OP2原画）

2013年
- Fantasista Doll（ファンタジスタドール，Euclid Device設計）

2016年
- Orange橘色奇蹟（角色設計）

2018年
- 驚爆危機！Invisible Victory（2018年，角色作畫監督）

### OVA
1984年
- 魔法小天使 永遠的Once More（魔法の天使クリィミーマミ 永遠のワンスモア、原画）[3] ※名義

1985年
- 無限地帶23（メガゾーン23、原画）
- 魔法小天使 Long Goodbye（魔法の天使クリィミーマミ ロング・グッドバイ、原画）[3] ※名義

1986年
- 無限地帶23 II 請·告·訴·我秘密（メガゾーン23 PART II　秘密く・だ・さ・い，作画監督輔佐、原画）

1987年
- 真魔神傳（真魔神伝 バトルロイヤルハイスクール，角色設計、作画監督、原画）

1989年
- 妙齡女大亨（クレオパトラD.C.，角色設計、作画監督）
- 魔鬼天使戰警（エンゼルコップ，角色設計、4話Special Thanks）

1991年
- 羅德斯島戰記（ロードス島戦記，角色設計、總作画監督、13話作画監督）
- 太妹刑警（スケバン刑事，角色設計）

1993年
- 銃夢（角色設計、總作画監督）

### 電影
1984年
- 超時空要塞 愛，還記得嗎？（超時空要塞マクロス 愛・おぼえていますか，原画）

1987年
- 王立宇宙軍 歐尼亞米斯之翼（王立宇宙軍 オネアミスの翼，原画）

1989年
- 五星物語（ファイブスター物語，角色設計、作画監督）

1992年
- 風之大陸（風の大陸，角色設計）

1996年
- X（角色設計、總作画監督）

1999年
- CLOVER（角色設計、作画監督）

2000年
- 庫洛魔法使劇場版：被封印的卡片（劇場版カードキャプターさくら 封印されたカード，作画監督協力）
- 聖天空戰記（エスカフローネ，角色設計、動畫導演）
- 幸運女神（ああっ女神さまっ，作画監督輔佐）

2012年
- 宇宙戰艦大和號2199（宇宙戦艦ヤマト2199，人物設定、作画監督、原畫）

### 遊戲
1993年
- 天使之詩II ～墮天使的選擇～（天使の詩II ～堕天使の選択～，角色設計）

1994年
- 王者鐵拳（カイザーナックル，角色設計）

1995年
- 聖劍傳說3（聖剣伝説3，角色設計）

1997年
- 黑之劍（黒の剣，角色設計）

1998年
- 貓犬協奏曲（テイルコンチェルト，角色設計）
- 聖龍戰記 2（ドラゴンフォースII 神去りし大地に，角色設計）

1999年
- 超時空之鑰～次元之旅（クロノ・クロス，角色設計）

2000年
- 劍客遺城錄（ブレイドアーツ 〜黄昏の都ルルイエ〜，角色設計）

2002年
- 仙境傳說（ラグナロクオンライン，OP影片角色設計、作画監督）
- 北方戀曲～Diamond Dust～（北へ。〜 Diamond Dust〜，OP作画監修）

2005年
- 遺跡傳奇（テイルズ オブ レジェンディア，動畫部分原画）

2010年
- 蒼空騎士～飛向CODA～（Solatorobo それからCODAへ，角色設計、動畫部分總作画監督）

### 漫画
- 聖·獸傳說（ヴェルバーサーガ，富士見書房、角川書店 ，全3卷）
- SEiRU（セイル，概念設計，講談社，全2卷）

### 小說插畫
- Ralphilia Saga（ラルフィリア・サーガ，MediaWorks，有里紅良著，全2卷）
- 双星記（双星記，角川書店，荻野目悠樹著，全5卷）
- 辟邪除妖（ウィザードリィ，Aspect，竹内誠、多摩豐著，異聞：全3卷／正傳：全1卷）
- 聖戰士戰記（オーラバトラー戦記，角川書店，富野由悠季著，第1卷）
- 魔屋歷險（ラプラスの魔，角川書店，山本弘著，全1卷）
- 二月結束的時候，紅位移世界（時の果てのフェブラリー 赤方偏移世界，角川書店，山本弘著，全1卷）

### 画集
- PHANTASIEN（ファンタージェン）
- 千紫萬紅（千紫萬紅）

## 外部連結
- http://ameblo.jp/takaishironootoko/ （页面存档备份，存于）
- 結城信輝的Facebook專頁
- 結城信輝的X（前Twitter）